# Euphthiracarus pakistanensis
Euphthiracarus pakistanensis är en kvalsterart som beskrevs av Hammer 1977. Euphthiracarus pakistanensis ingår i släktet Euphthiracarus och familjen Euphthiracaridae. Inga underarter finns listade i Catalogue of Life.